# Gottlieb F. Höpli

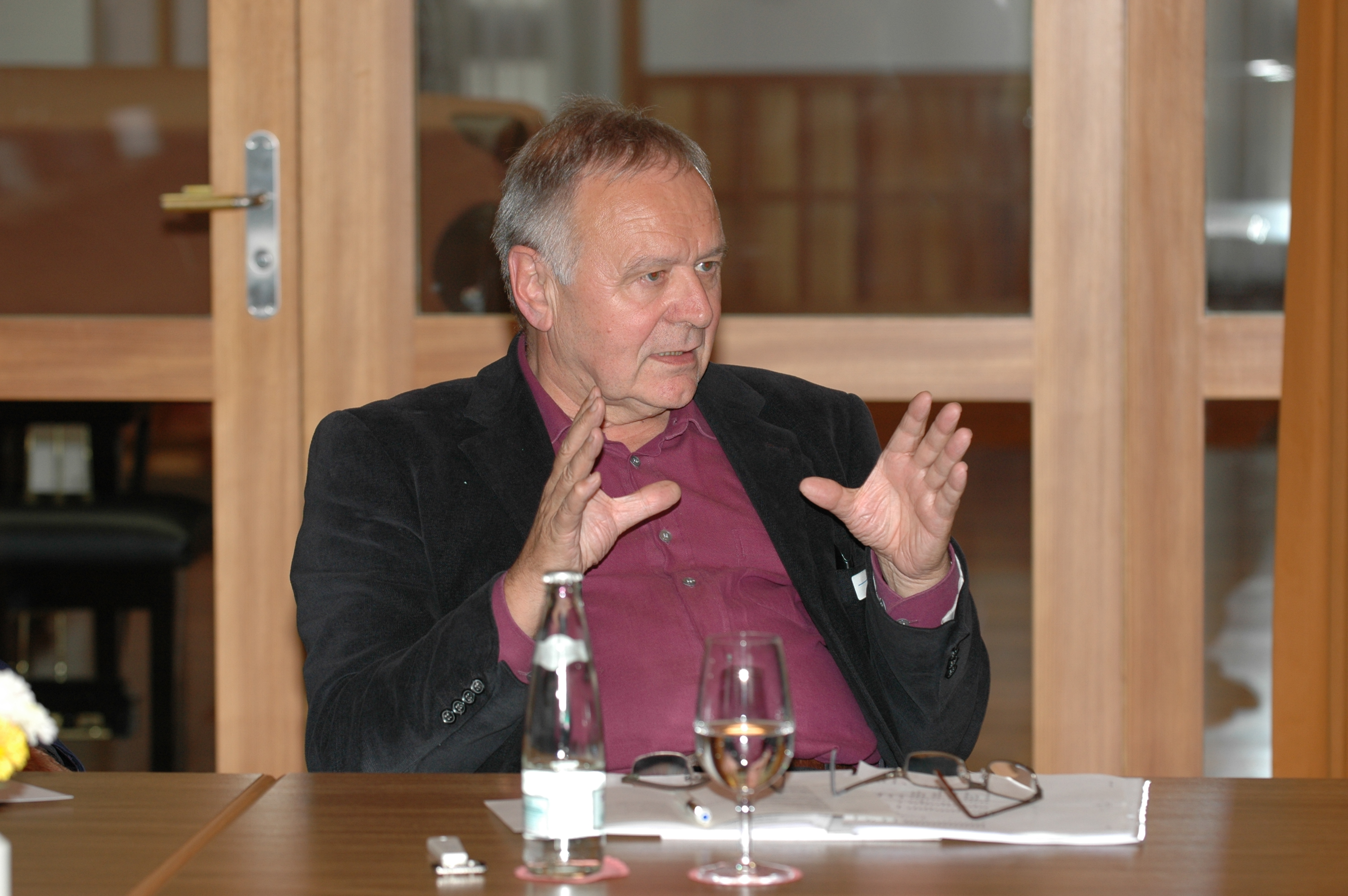
Gottlieb F. Höpli (2008)

Gottlieb F. Höpli (* 12. Juni 1943 in Wängi) ist ein Schweizer Journalist. Von 1994 bis 2009 war er Chefredaktor des St. Galler Tagblatts.

## Leben
Höpli besuchte die Schulen in Wängi und machte am Gymnasium Frauenfeld die Matura. Von 1963 bis 1968 studierte er Germanistik, u. a. bei Emil Staiger, Publizistik und Soziologie an den Universitäten Zürich und der FU Berlin.
Ab 1969 war er Journalist und Korrespondent bei verschiedenen Schweizer Tageszeitungen und dem Fernsehen der SRG in Zürich. Zwischen 1978 und 1994 arbeitete er als politischer Inlandredaktor der NZZ.
Von 1989 bis 1997 war er Mitglied des Verwaltungsrates der Schweizerischen Depeschenagentur.
1994 wurde er zum Chefredaktor des St. Galler Tagblatts (Auflage 120'000) ernannt, das im Mehrheitsbesitz der NZZ ist, und 1999 zum Mitglied der Geschäftsleitung des Medienhauses Tagblatt Medien (mit Zeitung, Fernseh- und Radiosender sowie weiteren Printmedien). 2009 wurde er nach seinem altersbedingten Ausscheiden durch Philipp Landmark abgelöst.
Höpli ist Lehrbeauftragter für Mediengestaltung an der Universität St. Gallen und Präsident des Swiss Committee des International Press Institute (IPI), langjähriger Delegierter der Schweiz bei der Liberalen Weltunion (Liberal International) und bis Ende 2013 Präsident des 2009 gegründeten Vereins Medienkritik Schweiz.
Eine Auswahl seiner für das St. Galler Tagblatt verfassten Texte erschien 2010 unter dem Titel Heute kein Fussball in Buchform. 2023 erschienen in Buchform seine "Notizen aus einem allzu schönen Land" unter dem Titel "Warum in Italien keine Barrikaden brennen". Höplis Kolumnen erschienen u. a. im liberalen Autoren- und Debattenmagazin Schweizer Monat und im Online-Medium "Ostschweiz", gegenwärtig v. a. im "Nebelspalter".
Höpli wohnt im appenzellischen Teufen bei St. Gallen, ist verheiratet und Vater von drei Töchtern.

## Fussnoten
1. ↑  Informationen zu Gottlieb F. Höpli, Appenzeller Verlag.
2. ↑  Philip Kübler löst Gottlieb F. Höpli ab. In: Persönlich. 28. November 2013.
3. ↑  Gottlieb F. Höpli: Heute kein Fussball… und andere Tagblatt-Texte gegen den Strom. Appenzeller Verlag, Herisau 2010.

| Personendaten    | Personendaten        |
| ---------------- | -------------------- |
| NAME             | Höpli, Gottlieb F.   |
| KURZBESCHREIBUNG | Schweizer Journalist |
| GEBURTSDATUM     | 12. Juni 1943        |
| GEBURTSORT       | Wängi                |